# Кякшт, Лидия Евгеньевна
Ли́дия Евге́ньевна Кякшт (23 марта 1905 — 20 февраля 1976) — советский монтажёр мультипликационных фильмов.

## Биография
Родилась 23 марта 1905 года.
Окончила Ленинградский Государственный институт экранного искусства.
С 1934 года работала на киностудии «Лентехфильм».
С 1936 года работала на киностудии «Ленфильм».
Во время Великой Отечественной войны принимала участие в создании игровых фильмов в Алма-Ате.
С 1944 года работала на киностудии «Союзмультфильм».
Умерла 20 февраля 1976 года.

## Личная жизнь
Состояла в браке с артистом Владимиром Грибковым, для которого этот брак был последним (третьим).

## Фильмография
| Год  | Название фильма                      | Роль                                        | Студия             |
| ---- | ------------------------------------ | ------------------------------------------- | ------------------ |
| 1937 | «Теремок»                            | Монтажёр                                    | «Ленфильм»         |
| 1938 | «Джябжа»                             | Монтажёр                                    | «Ленфильм»         |
| 1940 | «Сказка о глупом мышонке»            | Монтажёр                                    | «Ленфильм»         |
| 1946 | «Песенка радости»                    | Монтажёр                                    | «Союзмультфильм»   |
| 1947 | «Путешествие в страну великанов»     | Монтажёр                                    | «Союзмультфильм»   |
| 1948 | «Кем быть?»                          | Монтажёр                                    | «Союзмультфильм»   |
| 1948 | «Цветик-семицветик»                  | Монтажёр                                    | «Союзмультфильм»   |
| 1949 | «Машенькин концерт»                  | Монтажёр                                    | «Союзмультфильм»   |
| 1950 | «Волшебный клад»                     | Монтажёр                                    | «Союзмультфильм»   |
| 1950 | «Когда зажигаются ёлки»              | Монтажёр                                    | «Союзмультфильм»   |
| 1950 | «Олень и волк»                       | Монтажёр                                    | «Союзмультфильм»   |
| 1950 | «Сказка о рыбаке и рыбке»            | Монтажёр                                    | «Союзмультфильм»   |
| 1951 | «Лесные путешественники»             | Монтажёр                                    | «Союзмультфильм»   |
| 1952 | «Аленький цветочек»                  | Монтажёр                                    | «Союзмультфильм»   |
| 1952 | «Каштанка»                           | Монтажёр                                    | «Союзмультфильм»   |
| 1953 | «Непослушный котёнок»                | Монтажёр                                    | «Союзмультфильм»   |
| 1954 | «Злодейка с наклейкой»               | Художник-мультипликатор                     | «Союзмультфильм»   |
| 1954 | «Золотая антилопа»                   | Монтажёр                                    | «Союзмультфильм»   |
| 1954 | «Царевна-лягушка»                    | Монтажёр                                    | «Союзмультфильм»   |
| 1955 | «Необыкновенный матч»                | Монтажёр                                    | «Союзмультфильм»   |
| 1955 | «Пёс и кот»                          | Ассистент режиссёра, ассистент или монтажёр | «Союзмультфильм»   |
| 1957 | «Наше солнце»                        | Монтажёр                                    | «Союзмультфильм»   |
| 1957 | «Слово имеют куклы»                  | Монтажёр                                    | «Союзмультфильм»   |
| 1957 | «Снежная королева»                   | Монтажёр                                    | «Союзмультфильм»   |
| 1958 | «На перекрёстке»                     | Ассистент режиссёра или монтажёр            | «Союзмультфильм»   |
| 1958 | «Петя и Красная Шапочка»             | Монтажёр                                    | «Союзмультфильм»   |
| 1958 | «Сказ о Чапаеве»                     | Монтажёр                                    | «Союзмультфильм»   |
| 1958 | «Старик и журавль»                   | Монтажёр                                    | «Союзмультфильм»   |
| 1959 | «Похитители красок»                  | Монтажёр                                    | «Союзмультфильм»   |
| 1959 | «Легенда о завещании мавра»          | Монтажёр                                    | «Союзмультфильм»   |
| 1960 | «Светлячок № 1» («Весёлые картинки») | Монтажёр                                    | «Союзмультфильм»   |
| 1960 | «Старик Перекати-поле»               | Монтажёр                                    | «Союзмультфильм»   |
| 1961 | «Ключ»                               | Монтажёр                                    | «Союзмультфильм»   |
| 1962 | «Баня»                               | Монтажёр                                    | «Союзмультфильм»   |
| 1962 | «Сказка про чужие краски»            | Монтажёр                                    | «Союзмультфильм»   |
| 1963 | «Где Ахмед?» (художественный фильм)  | Монтажёр                                    | «Азербайджанфильм» |
| 1963 | «Мистер Твистер»                     | Монтажёр                                    | «Союзмультфильм»   |
| 1963 | «Светлячок № 3»                      | Монтажёр                                    | «Союзмультфильм»   |
| 1963 | «Свинья-копилка»                     | Монтажёр                                    | «Союзмультфильм»   |
| 1963 | «Шутки»                              | Монтажёр                                    | «Союзмультфильм»   |
| 1964 | «Жизнь и страдания Ивана Семёнова»   | Монтажёр                                    | «Союзмультфильм»   |
| 1964 | «Можно и Нельзя»                     | Монтажёр                                    | «Союзмультфильм»   |
| 1964 | «Страна Оркестрия»                   | Монтажёр                                    | «Союзмультфильм»   |
| 1965 | «Медвежонок на дороге»               | Монтажёр                                    | «Союзмультфильм»   |
| 1965 | «Пастушка и трубочист»               | Монтажёр                                    | «Союзмультфильм»   |
| 1966 | «Самый, самый, самый, самый»         | Монтажёр                                    | «Союзмультфильм»   |
| 1967 | «Будильник»                          | Монтажёр                                    | «Союзмультфильм»   |
| 1967 | «Легенда о Григе»                    | Монтажёр                                    | «Союзмультфильм»   |
| 1967 | «Приключения барона Мюнхаузена»      | Монтажёр                                    | «Союзмультфильм»   |
| 1967 | «Скамейка»                           | Монтажёр                                    | «Союзмультфильм»   |
| 1967 | «Шесть Иванов — шесть капитанов»     | Монтажёр                                    | «Союзмультфильм»   |
| 1968 | «25-е — первый день»                 | Монтажёр                                    | «Союзмультфильм»   |
| 1969 | «Балерина на корабле»                | Монтажёр                                    | «Союзмультфильм»   |
| 1969 | «Вятская лошадка»                    | Монтажёр                                    | «Союзмультфильм»   |
| 1969 | «Крокодил Гена»                      | Монтажёр                                    | «Союзмультфильм»   |
| 1970 | «Отважный Робин Гуд»                 | Монтажёр                                    | «Союзмультфильм»   |
| 1970 | «Синяя птица»                        | Монтажёр                                    | «Союзмультфильм»   |

## Рецензии, отзывы, критика
Юрий Нортштейн отзывался о Лидии Кякшт, как о навсегда оставшемся в его памяти замечательном монтажёре, практически безвозмездно работавшей с ним над созданием фиктивной «кинохроники» с участием Ленина для мультфильма «25-е — первый день». К сожалению, кадры этой «кинохроники» были безвозвратно уничтожены.

## Память
Мастерица из Комсомольска-на-Амуре Валентина Волосенко назвала Кякштом (в честь женщины-монтажёра советских мультфильмов Лидии Кякшт) одну из своих кукол — зверя с огромной красной пастью.